# Don Quijote

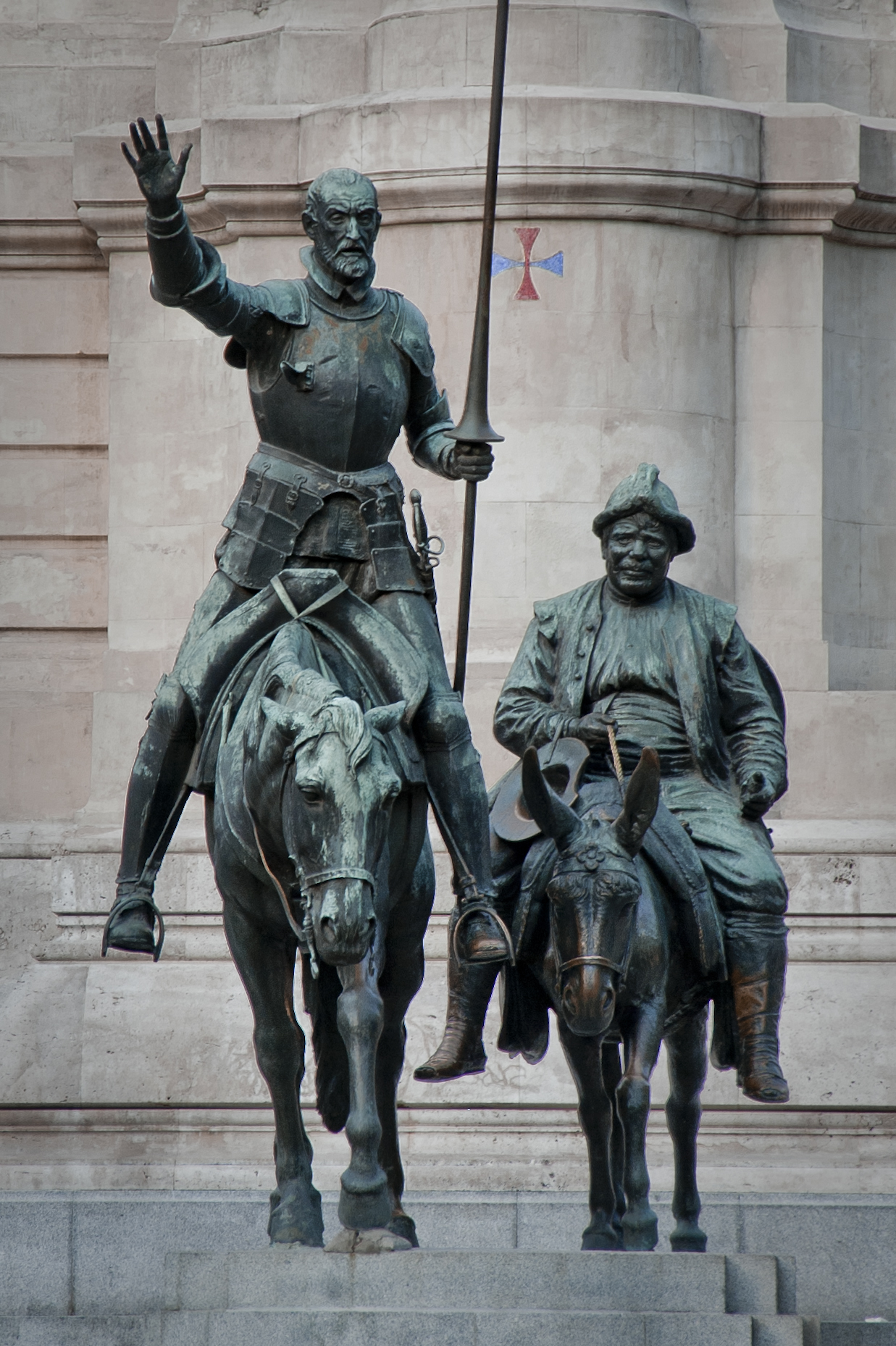
Don Quijote und Sancho Panza. Bronzefiguren am Denkmal für Cervantes (Hintergrund) in Madrid.

Don Quijote [dɔnkiˈxoːtə] (Aussprache [ˌdoŋ kiˈxɔte] ⓘ; Don Quixote [ˌdoŋ kiˈʃɔte] oder [ˌdoŋ kiˈçɔte] in mittelspanischer, Don Quichotte [dɔ̃ kiˈʃɔt] in französischer Orthografie) ist ein Roman von Miguel de Cervantes. Das berühmteste Buch der spanischen Literatur gilt als erster moderner Roman und ist eines der bedeutendsten Werke der Weltliteratur. 2002 wählten es – organisiert vom Osloer Nobelinstitut – hundert bekannte Schriftsteller zum „besten Buch der Welt“. Der vollständige Titel lautet: El ingenioso hidalgo Don Quixote de la Mancha (deutsch: Der sinnreiche Edelmann Don Quijote von der Mancha). Don Quijote ist zugleich der Name des Protagonisten. Der erste Teil wurde 1605 veröffentlicht, der zweite 1615 unter dem Titel Segunda parte del ingenioso caballero don Quixote de la Mancha.

## Inhalt

### Zusammenfassung
Don Quijote ist ein seinen Ritterromanen verfallener Leser, der unfähig erscheint, zwischen Dichtung und Wirklichkeit zu unterscheiden. Er hält sich für einen stolzen Ritter auf Âventiure, der seine Angebetete Dulcinea del Toboso für sich gewinnen will. Hierfür steigt er auf sein klappriges Pferd Rosinante und besteht zahlreiche Abenteuer, begleitet von seinem treuen Schildknappen Sancho Panza (auch: Sancho Pansa). Meist enden die Episoden damit, dass Don Quijote durch rohe Gegner verprügelt wird, jedoch gegen Unschuldige wenig ruhmreich als „Ritter von der traurigen Gestalt“ siegt.
Auf seiner Flucht vor dem alarmierten Ritterorden sucht er Schutz in der Sierra Morena und trifft auf den liebeskranken Büßer Cardenio, der seine Angebetete Lucinda an seinen besten Freund Fernando verloren hat. Panza gelangt durch einen Botendienst zum Pfarrer und zum Barbier, die einen Plan zur Rettung seines Herrn aushecken; Dorothea wird als Prinzessin Micomicona ausgegeben, die auf Don Quijotes Einsatz angewiesen sei. Dabei gelingt es, die jungen Leute untereinander vollends zu versöhnen. Don Quijote wird schließlich in einem Holzkäfig nach Hause transportiert.
Im 1615 vorgelegten zweiten Teil ist der Landadelige Don Quijote eine literarische Berühmtheit geworden und besteht mit Panza neue Abenteuer, zuerst freiwillig, später als Gast eines Herzogpaares, das sich an der Verrücktheit des vermeintlichen Ritters und seines Knappen erfreut. Don Quijote, der seine Dulcinea vergebens sucht, kehrt nach einem Zweikampf als geschlagener Ritter in sein Dorf zurück. Dort erkennt der Todkranke seinen Irrtum an und stirbt.

### Eröffnungssatz des Romanes
«En un lugar de la Mancha, de cuyo nombre no quiero acordarme, no ha mucho tiempo que vivía un hidalgo de los de lanza en astillero, adarga antigua, rocín flaco y galgo corredor.»

„An einem Orte der Mancha, an dessen Namen ich mich nicht erinnern will, lebte vor nicht langer Zeit ein Hidalgo, einer von jenen, die einen Speer im Lanzengestell, eine alte Tartsche [ein alter Schild], einen hageren Gaul und einen Windhund zum Jagen haben.“

### Erster Teil
Alonso Quijano, ein kleiner Landadeliger, lebt „irgendwo“ in der Mancha in Spanien. Er hat schon nahezu alle Ritterromane gelesen, deren Begebenheiten er ab einem bestimmten Moment für absolut wahr hielt. Diese Lektüre hat ihn so weit der Realität entrückt, dass er eines Tages selbst ein „fahrender Ritter“ werden will, um sich todesmutig in Abenteuer und Gefahren zu stürzen und das Unrecht zu bekämpfen. Zur Entstehungszeit des Romans bereits ein hoffnungslos anachronistisches Unterfangen, will er das Rittertum zur Wiederauferstehung bringen und ewigen Ruhm an seinen Namen heften. Diesen ändert er in Don Quijote (span. für „Diechling“, den Oberschenkelschutz eines Plattenpanzers, abgeleitet von frz. cuissot).
Seinem alten, dürren Gaul verleiht er den Namen Rosinante (Rocinante, span. rocín „Gaul“ und antes „vorher“ bzw. „vorhergehend“) mit der Doppelbedeutung „vorher ein gewöhnlicher Gaul, (jetzt) allen Gäulen vorangehend“. Ein Bauernmädchen, das er in seiner Jugend einmal heimlich verehrt, seitdem aber nie mehr gesehen hat, erwählt er sich – seinen literarischen Vorbildern folgend – zur Gebieterin seines Herzens und nennt sie wohlklingend Dulcinea von Toboso (von span. dulce „süß“). Er wird sie während des Romans niemals zu Gesicht bekommen.
Er putzt eine rostzerfressene Rüstung, die sich von seinen Ahnen noch erhalten hat, baut eine einfache Sturmhaube mit Pappe und Metall zum Helm um und zieht auf Abenteuer aus. Alles, was ihm begegnet, bringt er mit dem Rittertum in Zusammenhang, obwohl dieses schon seit Generationen erloschen ist. Eine einfache Schänke erscheint ihm als Kastell, die Prostituierten werden zu Burgfräulein und der Wirt zum Kastellan, von dem er den Ritterschlag erbittet – und erhält. Bei nahezu jedem Abenteuer bezieht er Prügel. Völlig zerschlagen wird er schließlich nach Hause geschafft. Ein Barbier und der Dorfpfarrer veranstalten im Haus des Don Quijote ein Autodafé (Bücherverbrennung), dem – mit Ausnahme des Amadís de Gaula und des Tirant lo Blanc – seine sämtlichen Ritterromane zum Opfer fallen. Doch Don Quijote beschließt einen neuen Ausritt und nimmt einen Bauern als seinen Schildknappen an, der ihn fortan begleiten wird. Er heißt Sancho Panza (panza, span. für „Bauch“ oder „Wanst“). Er ist in jeder Beziehung das Gegenteil seines Ritters: Dieser ist lang, dürr, in idealistischen Träumen versponnen, vermeintlich furchtlos – Sancho dagegen klein, dick, praktisch und mit einem gesunden Menschenverstand denkend, ängstlich. Er durchschaut die Narrheiten seines Herrn, leistet ihm aber trotzdem die Gefolgschaft. Don Quijote hat ihm nämlich, entsprechend den Vorgaben in den Ritterromanen und als seinem Knappen, die Statthalterschaft über eine Insel in Aussicht gestellt. Diese Verlockung bindet Sancho trotz aller Bedenken an seinen Herrn.
Von seinem Gehilfen begleitet, bricht Don Quijote zu seinem zweiten Ausritt auf. Hier ereignen sich jene Taten, für die der Roman berühmt ist. Don Quijote kämpft gegen Windmühlen, die ihm als Riesen erscheinen (der Ausdruck „gegen Windmühlen kämpfen“ geht auf diese Geschichte zurück), attackiert staubumwölkte Hammelherden, die für ihn mächtige Heere zu sein scheinen, jagt einem Barbier sein Rasierbecken ab, das für ihn den Helm des Mambrin darstellt, besteht einen „blutigen“ Kampf mit einigen Schläuchen roten Weines und dergleichen mehr. Häufig wird Don Quijote am Ende solcher Abenteuer von seinen Widersachern fürchterlich verprügelt oder kommt anders zu Schaden. Sancho Panza weist seinen Herrn stets auf die Diskrepanz zwischen dessen Einbildung und der Wirklichkeit hin. Für Don Quijote beruht sie jedoch auf der Täuschung durch mächtige, ihm feindlich gesinnte Zauberer. Diese haben, so glaubt er zum Beispiel, die Riesen in Windmühlen verzaubert. Don Quijote gibt sich auf Anregung seines Knappen den Beinamen „Der Ritter von der traurigen Gestalt“.
Wiederum sind es am Ende der Barbier und der Dorfpfarrer, unterstützt von einem Kanonikus, die Don Quijote überlisten und ihn im Käfig auf einem Ochsenkarren in seine Heimat zurückbringen.
In die gesamte Erzählung sind zahlreiche, in sich geschlossene Episoden eingeflochten, deren umfangreichste die Novelle vom grübelnden Fürwitzigen ist.

### Ein kleines Selbstporträt des Autors
Das Werk ist voll mit ironischen Anspielungen, wobei eine selbstironische Bemerkung von Cervantes im 6. Kapitel besondere Beachtung verdient. Der Pfarrer und der Barbier des Dorfes beschließen die Verbrennung des Bibliotheksbestandes Don Quijotes. Denn dieser habe, so deren Befund, an den ‹heidnischen› Ritterromanen seinen Verstand völlig verloren. Die Auslese und Verurteilung des Buchbestandes erweist sich für beide als äußerst schwierig. Immer mehr Bücher, darunter auch die des Amadís von Gaula, werden vor dem Scheiterhaufen bewahrt.
Und inmitten der Vollstreckung fragt der Pfarrer:

„»[…] Was steht denn aber daneben?«
»Die Galatea des Miguel de Cervantes«, antwortete der Barbier.
»Dieser Cervantes ist seit vielen Jahren mein guter Freund, und ich weiß, daß er gewandter im Leiden als im Reimen ist. In seinem Buche ist manches gut gefunden, manches wird vorbereitet und nicht zu Ende geführt, man muß den versprochenen zweiten Teil erwarten, vielleicht verdient er sich durch diesen die Gnade für das Ganze, die man ihm jetzt noch verweigern muß; bis dahin, Herr Gevatter, hebt das Buch in Eurem Hause auf.«
»Das will ich«, antwortete der Barbier.[…]“

### Zweiter Teil
Das Werk wurde gleich nach der Erstveröffentlichung zu Beginn des Jahres 1605 ein Verkaufsschlager – schon wenige Wochen später erschienen drei Raubdrucke. Den zweiten Teil hat Cervantes erst zehn Jahre später beendet (1615), nachdem – vom Erfolg des ersten Buches beflügelt – ein anderer Schriftsteller unter dem Namen Alonso Fernández de Avellaneda eine inoffizielle und durch Cervantes nicht genehmigte Fortsetzung geschrieben hatte. Obwohl innerhalb der Romanhandlung zwischen dem Ende des ersten und dem Beginn des zweiten Teils nur wenige Wochen liegen, behauptet die Erzählung, dass der erste Teil bereits veröffentlicht und einem breiten Publikum bekannt sei.
Der selbstironische Cervantes lässt seine beiden Hauptfiguren Don Quijote und Sancho Panza gleich zu Beginn des zweiten Buchs mit Verwunderung am gedruckten ersten Buch (es sei von einem gewissen ‹Cide Hamete Bohnenstengel (Benengeli)› verfasst worden) teilhaben und es kommentieren. Der Leser wird hierbei Zeuge einer komisch-absurden Rezension, die Ungereimtheiten der Geschichten des ersten Bandes aufdeckt, wie etwa, dass Sanchos gestohlener Esel einfach wieder auftaucht, oder dass die oben genannte Novelle vom grübelnden Fürwitzigen in keinem ersichtlichen Zusammenhang zur Historie Don Quijotes stehe. Sancho reicht gewisse Erklärungen in ebenso absurder Weise nach, wohingegen Don Quijote über die feinen Unterschiede zwischen Fiktion und Geschichtsschreibung diskutiert. (An vielen Stellen des Werkes, so auch hier, teilt Cervantes seine Weltsicht, seine Anschauung der Dinge, durch seine Helden mit.)
Die beiden Helden ziehen daraufhin erneut auf Abenteuer aus, die meist glimpflicher als im ersten Teil enden. Dies auch deshalb, weil Don Quijote mehrfach an Leute gerät, die ihn bereits kennen, weil sie den ersten Teil des Buches gelesen haben und somit wissen, mit wem sie es zu tun haben.
Gegen Anfang seiner Reise zieht Don Quijote nach Toboso, um dort seine angebetete Dulcinea aufzusuchen. Nachdem die beiden zunächst erfolglos sind, verfällt Sancho Panza auf eine List: Er behauptet, eine vorbeiziehende derbe Bäuerin sei die zauberhafte Dulcinea. Als Don Quijote ihr begegnet, kommt er zu dem Schluss, dass böse Zauberer ihn Dulcinea nur in dieser garstigen Gestalt erblicken lassen, während sie für alle anderen eine strahlende Schönheit sei.
Don Quijote begegnet einem Transport zweier wilder, hungriger Löwen. Er bedrängt den Tierwärter, den Käfig zu öffnen, um sich den Bestien zum Kampfe zu stellen. Trotz aller Einwände öffnet jener schließlich einen Käfig. Der Löwe dehnt sich kurz, dann legt er sich wieder hin und streckt Don Quijote nur sein Hinterteil entgegen. Der sieht das Abenteuer als bestanden an und legt sich künftig den Beinamen „Ritter von den Löwen“ zu.
Auf seinem weiteren Weg zum Turnier nach Saragossa begegnet Don Quijote einem Herzog und dessen Gemahlin, die mit großer Begeisterung Cervantes’ Buch genau gelesen haben. Sie laden den Ritter und seinen Stallmeister in ihre Residenz ein und inszenieren wochenlang Späße, um sich an der Narrheit des Quijote zu belustigen. Auch Sancho Panzas Wunsch nach einer Insel wird vom Herzog erfüllt. Er ernennt Sancho zum Statthalter eines Städtchens. Zwar „regiert“ Sancho mit erstaunlicher Weisheit und fällt salomonische Urteile, doch nach zehn Tagen hat er die Statthalterschaft für immer satt und kehrt zu Don Quijote zurück. Sie ziehen nun nach Barcelona, wo Don Quijote dem „Ritter vom silbernen Mond“ am Strand begegnet. Dieser fordert ihn zum Turnier, wirft ihn vom Pferd und erlegt ihm bei seiner ritterlichen Ehre die Pflicht auf, in seine Heimat zurückzukehren. Hinter der Bezeichnung „Ritter vom silbernen Mond“ verbirgt sich ein Freund des Dorfpfarrers und des Barbiers, der auf diese Weise Don Quijote zur Heimkehr zwingt.
Schon wenige Tage nach seiner Rückkehr befällt Don Quijote ein Fieber. Auf dem Sterbebett erkennt er plötzlich den Unsinn der Ritterbücher und beklagt, dass ihm diese Einsicht so spät gekommen sei. Damit enden sein Leben und das Buch.

## Hauptfiguren
- Alonso Quijano: Der tragikomische Held des Romans, Don Quijote, ist eine Figur, die beabsichtigt, die Welt durch fahrende Ritterschaft neu zu beleben. In einer Welt, die von Rittertugenden und -werten befreit ist, glaubt er nur an das, woran er glauben möchte, und sieht die Welt ganz anders als die meisten Menschen. Er ist ehrlich, ehrenhaft und idealistisch und möchte die Welt retten. Don Quijote ist eine Figur, die sowohl verrückt als auch klug ist; er beginnt als eine absurde und isolierte Figur und endet als eine bemitleidenswerte und liebenswerte alte Person, deren Macht und Weisheit ihn letztendlich auf den Boden der Tatsachen zurückführt.
- Sancho Panza: Sancho Panza ist Don Quijotes Knappe; ein gieriger, aber freundlicher, treuer, aber ängstlicher Bauer. Als Vertreter des gewöhnlichen Menschen spiegelt Sancho Don Quijote und fast alle anderen Charaktere des Romans wider. Seine Bauernweisheit und selbstlose christliche Haltung repräsentieren die verständnisvollste und ehrenhafteste Weltanschauung des Romans. Er hegt eine tiefe Zuneigung zu Don Quijote, gewinnt jedoch mit der Zeit mehr Selbstvertrauen und wird übermütiger. Am Ende des Romans gibt er seinem Meister tiefgehende persönliche philosophische Ratschläge.
- Dulcinea: Der unsichtbare Einfluss, der all Don Quijotes Abenteuer lenkt, ist die von ihm idealisierte Bäuerin Dulcinea. Dulcinea ist sich Don Quijotes ritterlicher Treue ihr gegenüber nicht bewusst und erscheint im Roman nie als physische Figur, obwohl ihr Name ständig erwähnt wird.
- Rocinante: Don Quijotes Schulpferd Rocinante ist langsam, aber treu und ebenso abgedroschen wie Don Quijote selbst.
- Cide Hamete Benengeli: Benengeli ist eine fiktive maurische Autorfigur, von der behauptet wird, dass sie Cervantes’ Manuskripte geschrieben habe.[8] Cervantes nutzt die Figur des Benengeli, um Kommentare zu literarischen und schreibtechnischen Ideen abzugeben und Historiker zu kritisieren. In dem vermeintlichen historischen Text von Benengeli wird eine Verachtung gegenüber den gefälschten und geschönten Schilderungen des Rittertums deutlich.
- Bachelor Sansón Carrasco: Sampson, ein spöttischer Schüler aus Don Quijotes Dorf. Zunächst macht er sich über Don Quijote lustig, wird jedoch im Kampf besiegt und beschließt, Rache zu nehmen. Sampson, der eitel und langweilig ist, scheitert daran, die oft humorvolle Natur von Don Quijotes Wahnsinn zu erkennen.

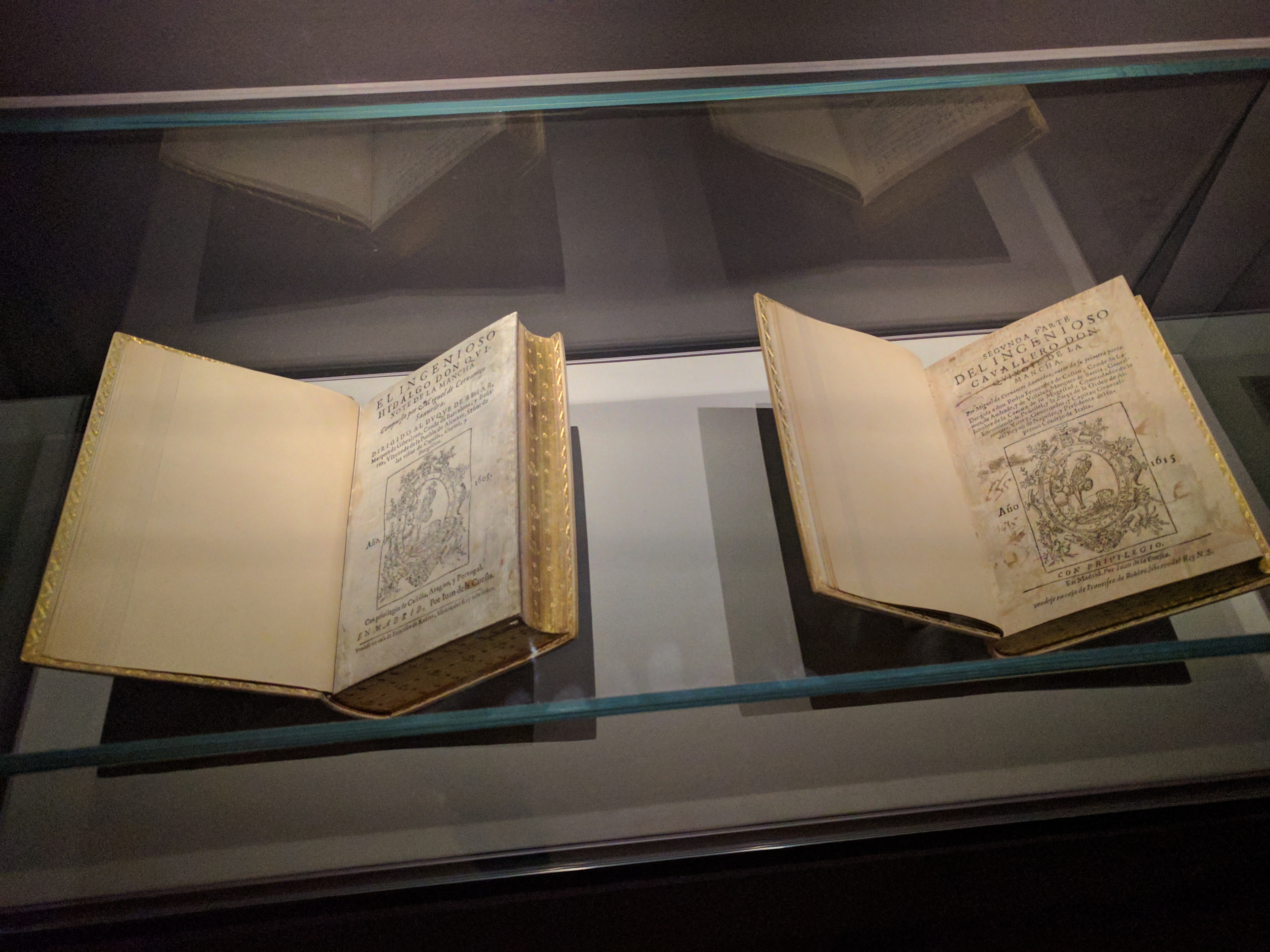
Erste Auflage des ersten und zweiten Teils von „Don Quijote“

## Hintergrund

### Einordnung des Werks
Zu den beliebtesten Lektüren des späten Mittelalters zählten die Ritterromane, besonders der Roman Amadis von Gallien. Steigende Nachfrage der Leserschaft führte zu einer Flut neuer Fortsetzungen, in denen immer fantastischere, unglaubwürdigere Abenteuer geschildert wurden, die – nach Meinung der Gebildeten jener Zeit – die Gehirne der Leser vernebelten.
Hier setzt der Verfasser an. Sein Don Quijote soll nicht nur die Ritterromane parodieren, sondern auch vor Augen führen, wie deren übermäßige Lektüre den Verstand raubt. Die Geschichte selbst behauptet Cervantes aus der Schrift eines (fiktiven) arabischen Historikers, des Cide Hamete Benengeli, übernommen zu haben, in dessen arabischem Namen steckt ebenso ein „Hirsch“ wie in „Cervantes“.

### Der Heimatort Don Quijotes

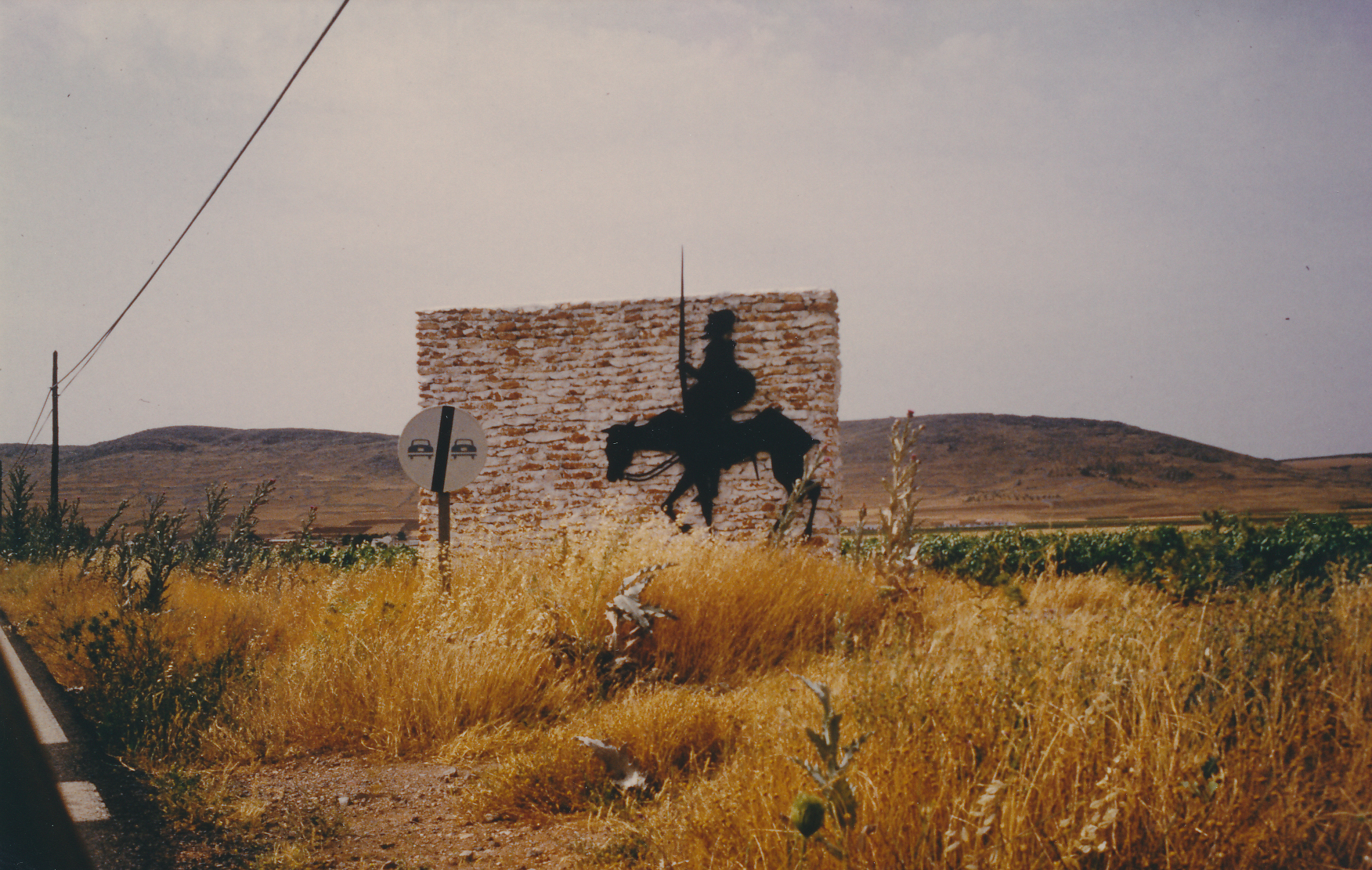
Die Heimat Don Quijotes

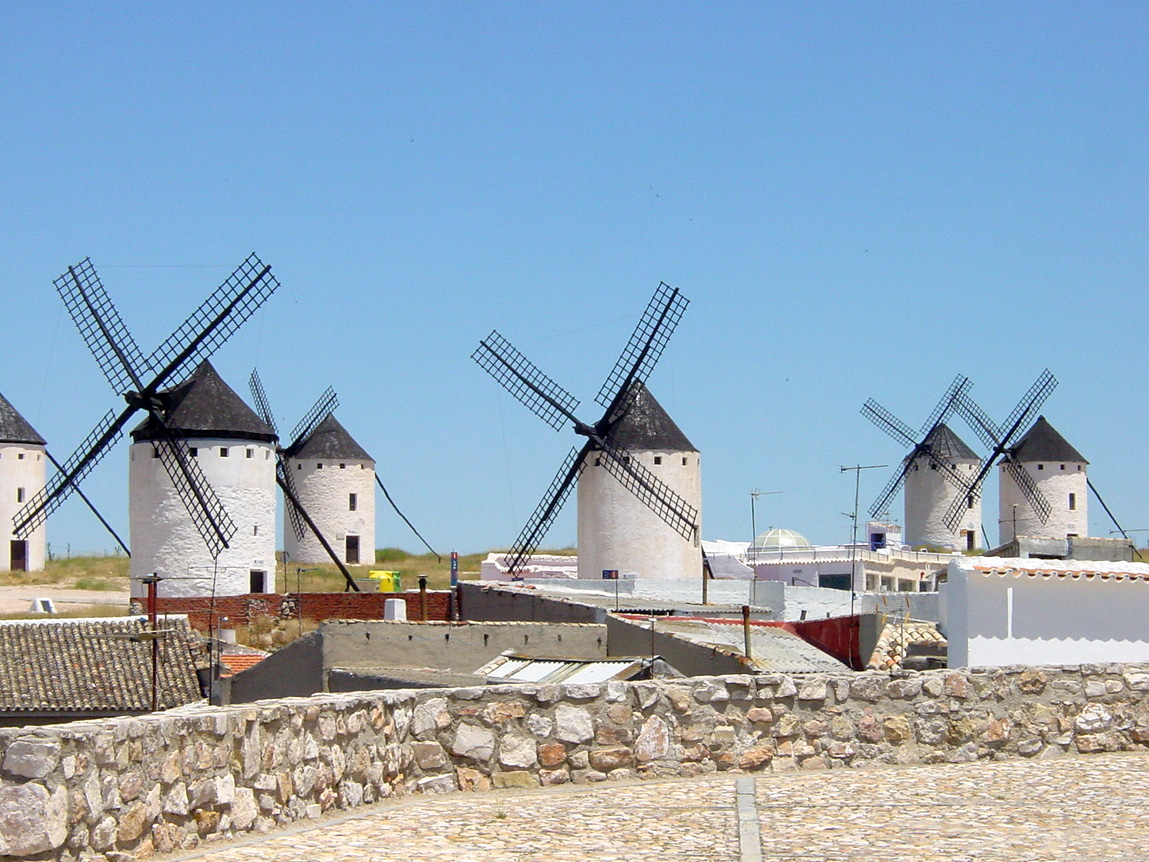
Windmühlen von Campo de Criptana an der Ruta de Don Quijote

Einer verbreiteten Theorie nach spielt Cervantes im Eröffnungssatz auf den Ort Argamasilla de Alba in der Provinz Ciudad Real an, wo er einige Zeit im Gefängnis verbracht haben soll, was allerdings nicht belegt ist.
Einer Studie der Universität Complutense in Madrid zufolge kommt aufgrund der geografischen Lage das gut 40 km südlich von Argamasilla de Alba gelegene Villanueva de los Infantes als Ausgangspunkt der Ausritte Don Quijotes in Frage.
Im letzten Kapitel des zweiten Teils schreibt Cervantes, der im Roman auftretende fiktive Erzähler habe den Heimatort des Protagonisten nicht benannt,

«… por dejar que todas las villas y lugares de la Mancha contendiesen entre sí por ahijársele y tenérsele por suyo, como contendieron las siete ciudades de Grecia por Homero.»

„… um allen Städten und Dörfern der Mancha den Wettstreit darüber zu ermöglichen, welcher Ort ihn als seinen Sohn beanspruchen und unter die Seinigen zählen dürfe, so wie einst jene sieben Städte Griechenlands sich um Homer gestritten.“

### Der Ritter von der traurigen Gestalt
Der Begriff: „Der Ritter von der traurigen Gestalt“ beruht auf der Übersetzung 1799–1801 von Ludwig Tieck von „El caballero de la triste figura“. Sie war eine Bemerkung des Sancho Panza, der seinen Herrn betrachtet, nachdem ihm bei einem Kampf mehrere Zähne ausgeschlagen wurden. Diese Bezeichnung wird im weiteren Verlauf der Geschichte von Don Quijote aufgegriffen; er stellt sich so Fremden vor und daher kann angenommen werden, dass es mehr oder weniger seine Identität darstellt. Anton Maria Rothbauer übersetzte diese Passage 1964 als der Ritter „vom traurigen Gesicht“ und löste damit eine gewisse Irritation aus. „Figura“ kann auch „Gesicht“ bedeuten. Und es wäre auch nicht falsch, „triste“ mit „jämmerlich“ oder „kläglich“ zu übersetzen. Nach Susanne Lange wäre aber der Begriff „traurig“ nicht repräsentativ für die doppelte Sichtweise des ganzen Romans. Denn die Außenwelt sieht Don Quijote auf die eine, er selbst sich auf eine andere Weise. Vor sich selbst ist der Ritter von der traurigen Gestalt ein nobler Melancholiker. Tieck sah in Don Quijote nicht den Verrückten, sondern einen gescheiterten Idealisten, wodurch die tragische oder genauer, traurige Gestalt, ihre Bedeutung erhält. Gleichwohl stellt die Wendung im Deutschen ein Geflügeltes Wort dar, siehe  Ritter von der traurigen Gestalt.

## Bedeutung

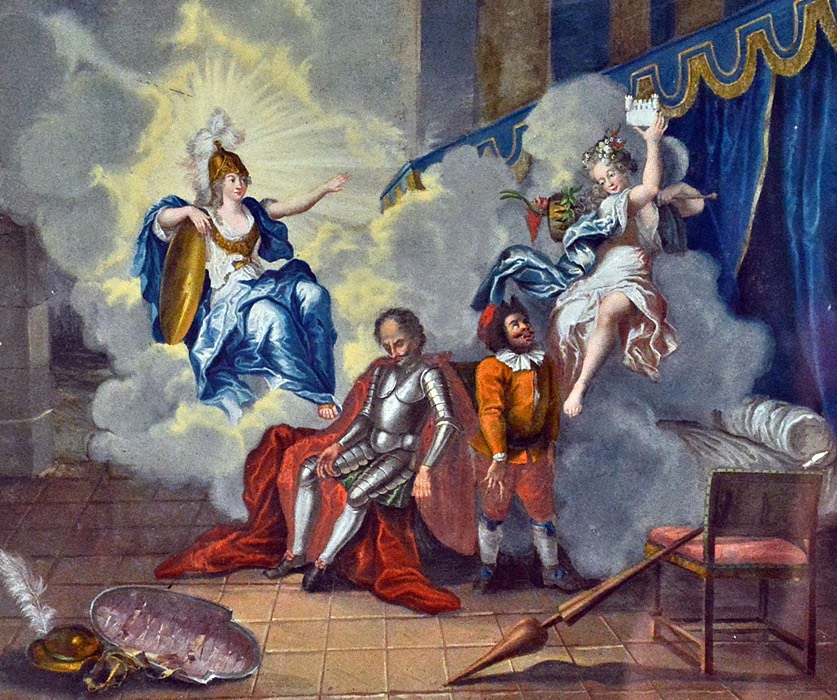
Don Quichotte wird von der Weisheit von seinem Wahnsinn befreit. Gemälde von Anna Maria Barbara Abesch.

Der sinnreiche Junker Don Quijote von der Mancha ist eines der einflussreichsten und bekanntesten Bücher der Weltliteratur, insbesondere mit seiner Bedeutung im spanischsprachigen Raum. In über 70 Sprachen übersetzt, kann dieser einzelne Roman Cervantes’ mit 2300 Auflagen in aller Welt als das wirkungsmächtigste Werk nach der Bibel gelten. Die literarische Figur des Ritters Don Quijote ließ bald nach ihrem Erschaffen durch Cervantes, der wohl ursprünglich eine kurze, herbe Parodie auf die damals populären Rittergeschichten schreiben wollte, zahlreiche literarische Ideen entstehen. Doch nur vordergründig betrachtet ist Don Quijote eine solche Parodie. Das Autodafé-Kapitel ist ein schneller Verriss der zeitgenössischen romanischen Literatur. Das zentrale Thema Cervantes’ ist – wie bei seinem Zeitgenossen William Shakespeare – die Frage, was in unserer Umwelt Wirklichkeit oder Traum ist, also der Konflikt zwischen Realität und Ideal. Nach Cervantes kann weder den Sinnen noch den Worten vertraut werden, selbst Namen werden zweideutig. Auch die Leser sollen zweifeln, ob sie den Helden als versponnenen Idealisten oder lächerlichen Narren einzuordnen haben. Cervantes löst diese Ambiguität nicht auf, weshalb in der Literaturwissenschaft konträre Interpretationsansätze bezüglich Quijotes Wahnsinn existieren. Zum einen kann dieser als bewusstes Spiel verstanden werden, in dem Quijote den Wahnsinn der Realität kopiert und der Welt einen Spiegel vorhält. Zum anderen kann er als tatsächliche Geisteskrankheit verstanden werden, wozu es unterschiedliche psychoanalytische Interpretationsansätze gibt.
Erich Auerbach hält Don Quijotes Narretei weder für tragisch noch den Roman für sozialkritisch; er sei eine Komödie über den Konflikt zwischen Phantasterei und gesundem Menschenverstand. Don Quijotes Verhalten werde lächerlich angesichts einer „wohlgegründeten Wirklichkeit“, die auch vom Autor nicht in Frage gestellt werde. Die Figuren, mit denen Don Quijote zusammenstoße, werden durch sein Verhalten in ihrem gesunden Sinn für die Realitäten nur bestärkt.
Schließlich wird im zweiten Band aus dem Narren ein Weiser, während sich sein tumber Begleiter zu einem zweiten Salomo entwickelt.

## Interpretation
Ein zentrales Element des Romans ist das Spiel mit Illusionen: Im Leitmotiv stark an der Figur der Dulcinea orientiert, weist Cervantes immer wieder auf Bedingungen hin, unter denen Menschen unglaubhaften Dingen doch Glauben schenken. Cervantes’ Roman ist gleichsam eine Lobrede auf die Freundschaft. Sancho Pansa ist nicht in erster Linie seines Herren Diener und Knappe, sondern vielmehr Mitstreiter und Weggefährte. Er ist Don Quijote freundschaftlich zugeneigt und erweist sich als großes Glück für den selbsternannten und unrühmlichen Helden. Dies geschieht, obwohl die zwei ein sehr ungleiches Paar abgeben. Während der eine aus altem, wenn auch verarmtem Adel stammt – hoch gewachsen und von dürrer Gestalt und durch und durch vergeistigt – ist der andere von kleiner, rundlicher Statur und dem „Volk“ entstammend, ein Plebejer und begeisterter Verfechter aller körperlichen Freuden, zu denen vor allem Essen und Trinken gehören. Der eine Protagonist vertritt die Welt der Ideen, der andere nimmt die Realität wahr und vertritt sozusagen ihr Prinzip. Die zwei müssen sich immer wieder zusammenraufen und in langen Gesprächen entwickelt sich eine Freundschaft. Der Größenwahn Don Quijotes und seine oft tragisch erscheinende Besessenheit werden dank Sancho Pansas relativierendem Humor abgemildert, ihm Menschlichkeit zurückgegeben und Sancho Pansa bewahrt einen Freund davor, sich alle Sympathien – auch beim Leser – zu verspielen. Die hohen Klassenschranken zur Zeit der Romanentstehung werden in Frage gestellt und eine Gesellschaft des Miteinander als trost- und glückbringend beworben.

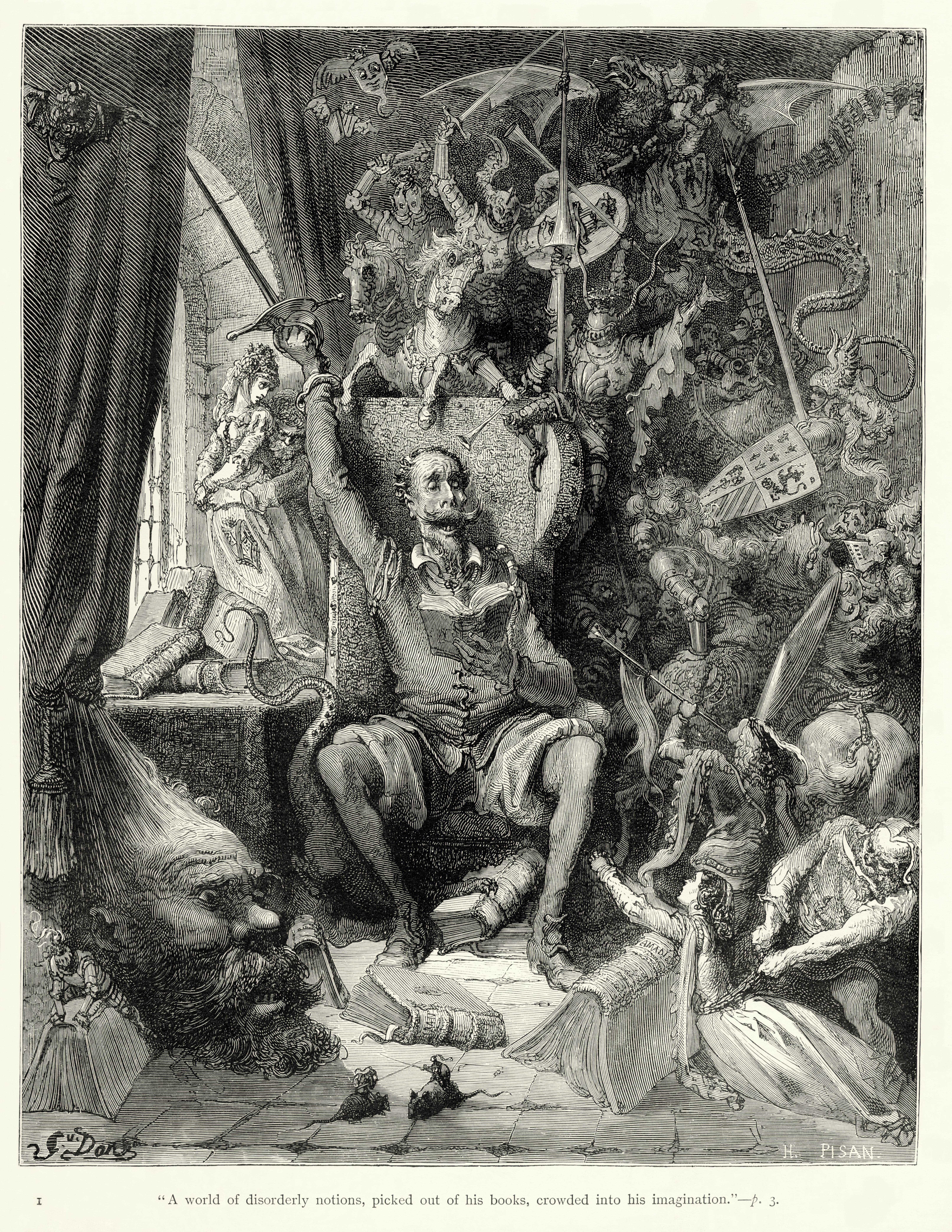
Eine der verbreiteten Illustrationen von Gustave Doré

Don Quijote hat über die Jahrhunderte vielfältige Interpretationen erfahren: so wurde das Werk nicht nur als Parodie auf die Ritterromane der damaligen Zeit gesehen, sondern auch als Darstellung eines heroischen Idealismus, als Traktat über die Ausgrenzung des Autors selbst oder als Kritik am spanischen Imperialismus. Beispielsweise haben Vladimir Nabokov und José Ortega y Gasset einiges Erhellendes zu dieser Figur und ihrer Geschichte geschrieben.
Einige Literaturwissenschaftler – allen voran Leandro Rodríguez – erkannten in zahlreichen Details der Handlung auch Anspielungen auf die Probleme, denen Conversos – von getauften Juden abstammende Familien – in der spanischen Gesellschaft des 16. Jahrhunderts ausgesetzt waren. Deutliche Anspielungen sowie ein Talmudzitat im Don Quijote führten auch zu der – allerdings nicht gesicherten – These, dass Cervantes selbst aus einer Familie von Conversos gestammt haben könnte.
In der Literaturwissenschaft besteht kein Konsens über die eigentliche Aussage des Romans. Charakteristisch ist dahingehend seine Gestalt als ‹offenes Kunstwerk, das zu vielen Lesarten und Deutungen einlädt›. Die Offenheit, wodurch nichts ‹eindeutig› erscheint, gebe dem Roman zugleich seine ‹Weite und Tiefe›.
Schlegel, Tieck und Nietzsche sehen, aus kulturphilosophischer Sicht, in Don Quijote die tragische und ‹herbste› Erzählung über einen ‹Idealisten, der an einer ungerechten Welt, der es an Poesie mangele, scheitert›.
Viele Künstler haben Gemälde oder Illustrationen zu Don Quijote und seinen Geschichten angefertigt, unter ihnen Grandville, Alfred Kubin, Honoré Daumier, Adolph Schroedter (Don Quijote in der Studierstube lesend, um 1834), Gustave Doré, Salvador Dalí und Pablo Picasso. Dalí hat unter anderem die Illustrationen zu einer Don-Quijote-Ausgabe gezeichnet, die im Original im Pariser Dalí-Museum zu sehen sind.

### Die Heine-Rezension
Nach Heinrich Heine könne der literarische Wert in Cervantes’ Roman gar nicht hoch genug geschätzt werden. Das Werk sei nicht nur die berühmte Satire gegen die damals so beliebten Ritterromane, das bald nach seinem Erscheinen dafür sorgte, dass „der Geschmack für jene Bücher in ganz Spanien erlosch, und auch keins derselben mehr gedruckt ward“; sondern Cervantes’ Genie habe auch zugleich „die größte Satire gegen jede menschliche Begeisterung“ geschaffen.

„Aber, indem er eine Satire schrieb, die den älteren Roman zu Grunde richtete, lieferte er selber wieder das Vorbild zu einer neuen Dichtungsart, die wir den modernen Roman nennen. So pflegen immer große Poeten zu verfahren: Sie begründen zugleich etwas Neues, indem sie das Alte zerstören; sie negieren nie, ohne etwas zu bejahen. Cervantes stiftete den modernen Roman, indem er in den Ritterroman die getreue Schilderung der niederen Klassen einführte, indem er ihm das Volksleben beimischte.“

Nach Heine machen diese „demokratischen“ Elemente, wie er sie nennt, die an keiner Stelle „antikatholisch“ noch „antiabsolutistisch“ klingen, den eigentümlichen Reiz des Werkes aus und verleihen ihm „jene große epische Seelenruhe, die, wie ein Kristallhimmel, seine bunten Dichtungen überwölbt“.
Was Goethe im Lyrischen und Shakespeare im Dramatischen sei Cervantes im Epischen: der Dichter, der in seiner Gattung „das Höchste“ geschaffen habe – den „besten Roman“ aller Zeiten.

### Kampf gegen die Windmühlen
Don Quijotes Kampf gegen die Windmühlen ist die bekannteste Episode des Romans. Sie spielt im Original nur eine untergeordnete Rolle, ist aber in den meisten modernen Bearbeitungen des Stoffes zentral. Einer häufigen Interpretation zufolge war das 17. Jahrhundert von diesem ausweglosen Kampf des Don Quijote gegen die gnadenlose Maschine fasziniert, weil der rasante technische Fortschritt damals den Machtverlust der Aristokratie vorantrieb. Die lächerliche Auflehnung des Junkers gegen Windmühlen war dafür das ideale Symbol. Tatsächlich wurden seit dem 16. Jahrhundert wegen der zunehmenden Dürre im spanischen Binnenland anstelle von Wassermühlen über 30 Windmühlen in Campo de Criptana errichtet, von denen heute neben einigen Nachbauten noch drei existieren. Das notwendige Know-how für den Bau und Betrieb wurde von Malteserrittern aus dem östlichen Mittelmeerraum mitgebracht.

## Rezeption
Im 18. Jahrhundert setzte sich der schottische Philosoph David Hume mit dem Roman auseinander, im 19. Jahrhundert die Philosophen Georg Wilhelm Friedrich Hegel und Friedrich Schlegel, Dichter wie Ludwig Tieck und Heinrich Heine und im 20. Jahrhundert José Ortega y Gasset, Miguel de Unamuno, Michel Foucault und Ernst Bloch. Ästhetische Fragen konzentrieren sich auf die Kompositionstechnik, das Komische, die Figurenzeichnung sowie die poetologischen Diskurse. Seit dem 20. Jahrhundert rücken moderne Erzählverfahren wie Selbstreferenzialität, Pastiche, Gattungsvielfalt und Metafiktion, die Cervantes meisterlich anwandte, in den Vordergrund. Historische Arbeiten wenden sich dem Roman als Ort spanischer Erinnerung, Transformation sowie Selbstinszenierung und -klärung einer Nation zu.
Die Dualität zwischen dem kleinen Dicken und dem großen Dünnen ist in der modernen Literatur seit dem Roman Don Quijote immer wieder zu finden. Die Hauptfigur Don Quijote, der „Ritter von der traurigen Gestalt“ und sein Diener Sancho Panza (übersetzt „Sancho Bauch“) bilden ein Komikerduo, das aus der klassischen Konfiguration großer, hagerer Herr und kleiner, dicker Diener gebildet ist und zahlreichen Schauspielerpaaren Gelegenheit für komödiantische Glanzleistungen bot, wie im Film Pat & Patachon (1926), Fjodor Schaljapin / George Robey (1933), Nikolai Tscherkassow / Juri Tolubejew (1957), Josef Meinrad / Roger Carel (1965), Jean Rochefort / Johnny Depp (2002), John Lithgow / Bob Hoskins (2000) und Christoph Maria Herbst / Johann Hillmann sowie im Musical Der Mann von La Mancha Peter O’Toole / James Coco (1972), Rex Harrison / Frank Finlay, Josef Meinrad / Fritz Muliar (1968), Karlheinz Hackl / Robert Meyer, Jacques Brel / Dario Moreno und Karl Mays Figuren Dick Hammerdull / Pitt Holbers sowie Dicker Jemmy / Langer Davy.
Der Ausspruch de cuyo nombre no quiero acordarme (deutsch: „an dessen Namen ich mich nicht erinnern möchte“) wurde durch das Buch berühmt. Wie viele andere Fragmente des Buches wurde er im heutigen Spanisch zum geflügelten Wort.
Die englische Schriftstellerin Charlotte Lennox kehrt 1752 in ihrem Erfolgsroman The Female Quixote das Grundprinzip des Don Quijote um auf das junge Mädchen Arabella. So wie der Don sich selbst als ritterlichen Heros in der Romanze sieht, so missversteht sich die Heldin ohne Menschen- und Weltkenntnis Arabella in ihren Wahnvorstellungen als die weibliche Liebe in ihrer idealisierten Romanze. Wegelagerer und Gärtnersburschen werden so ihrer verschobenen Realitätswahrnehmung zu verkleideten Prinzen, die sie entführen wollen.
Auch Christoph Martin Wieland adaptierte in seinem 1764 erschienenen Roman Der Sieg der Natur über die Schwärmerei oder die Abenteuer des Don Silvio von Rosalva die Don-Quijote-Geschichte. Hierbei wird die Quijotische Situation auf einen obsessiven Feenmärchenleser übertragen.
Friedrich Schlegel bezieht sich in der eher kurzen Vorrede zu seinem Roman Lucinde auf die Vorrede zu Cervantes’ Don Quixote. Nicht nur, dass hier der Autor (neben Boccaz und Petrarca) als Vorbild für Vorreden benannt wird („Und selbst der hohe Cervantes, auch als Greis und in der Agonie noch freundlich und voll von zartem Witz, bekleidet das bunte Schauspiel der lebensvollen Werke mit dem kostbaren Teppich einer Vorrede, die selbst schon ein schönes romantisches Gemälde ist“), sondern Schlegel reflektiert wie dieser selbstreflexiv in seiner Vorrede über das Schreiben von Vorreden. Auch greift Schlegel das Motiv auf, dass das Buch der Sohn des Geistes des Autors ist, verwendet es jedoch, um das Thema seines eigenen Romans vorzustellen: die erotische Liebe und das Dichten darüber.

„Aber was soll mein Geist seinem Sohne geben, der gleich ihm so arm an Poesie ist als reich an Liebe? […] Nicht der königliche Adler allein […][,] auch der Schwan ist stolz […]. Er sinnt nur darauf, sich an den Schoß der Leda zu schmiegen, ohne ihn zu verletzen; und alles was sterblich ist an ihm, in Gesänge auszuhauchen.“

Franz Kafka nimmt das Thema in seinem Prosastück Die Wahrheit über Sancho Pansa (1917) auf.
Graham Greene veröffentlichte 1982 mit seinem Roman Monsignor Quixote ein Pastiche, dessen Hauptfigur, der katholische Priester Monsignore Quixote, der Figur des Don Quixote nachempfunden ist.
Don Quijote wurde in die Zeit-Bibliothek der 100 Bücher aufgenommen.

## Drama
- Thomas d’Urfey: A Comical History of Don Quixote (1694)
- Tennessee Williams: Camino Real (1953) – Don Quijote und Sancho Pansa sind zwei der Hauptfiguren in diesem symbolistischen Drama, neben anderen mythischen und historischen Figuren, darunter Kilroy oder Lord Byron
- Michail Bulgakow: Don Quijote – Bearbeitung des Don Quijote von Cervantes für die Bühne, 1937–38; erstmals veröffentlicht 1962
- Christoph Busche: Don Quijote. Theaterstück für Kinder ab 3 Jahren. Uraufführung am 27. November 2016 am Theater Kiel (Theater im Werftpark)[31]
- Peter Jordan: Don Quijote – frei nach Cervantes, Uraufführung am 14. März 2025 am Schauspiel Frankfurt

## Musik und Musiktheater

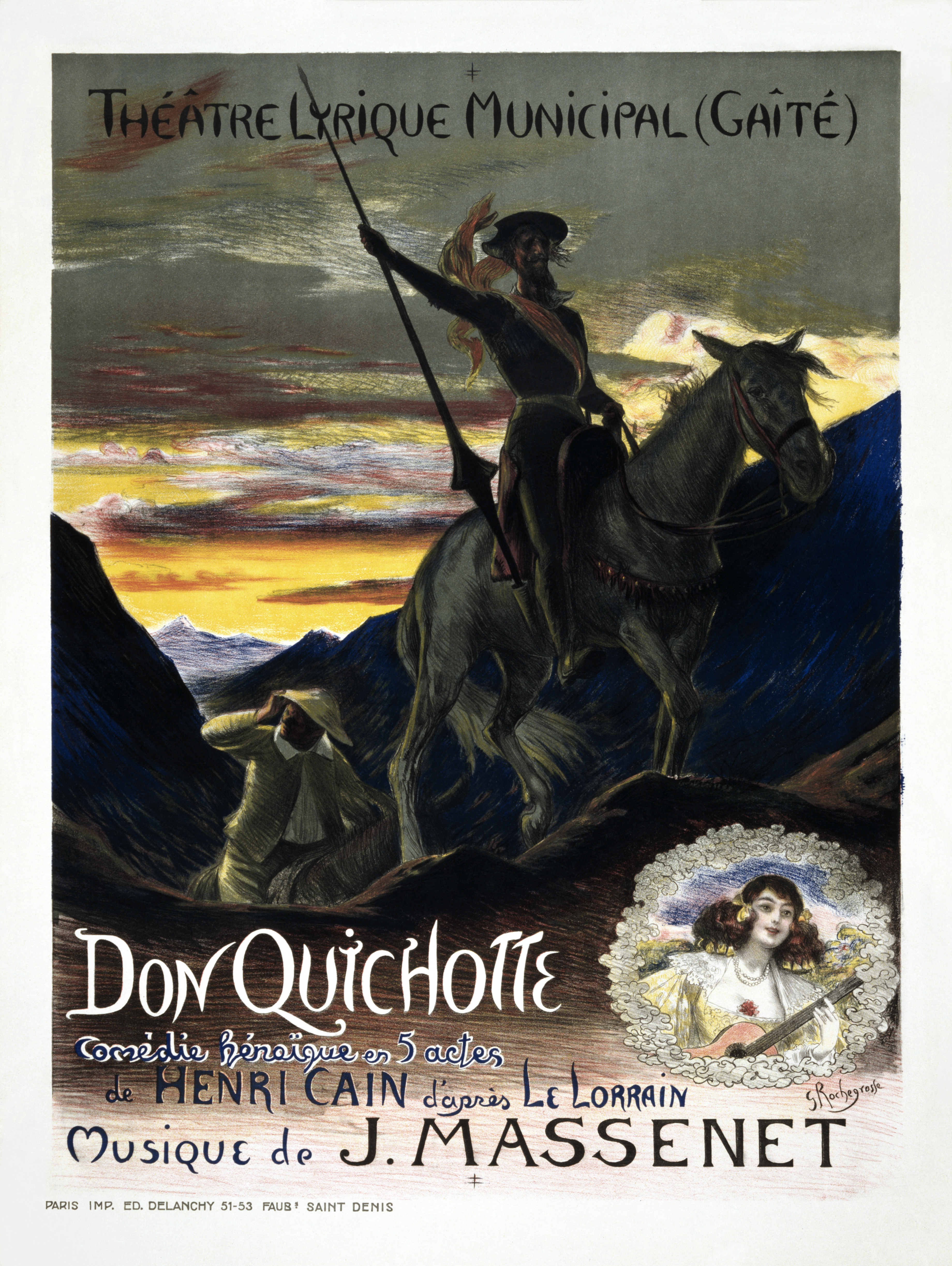
Plakat zur Oper Don Quichotte von Jules Massenet

- Johann Philipp Förtsch: Der irrende Ritter Don Quixotte de la Mancia (UA 1690 in Hamburg)
- Henry Purcell: Comical History of Don Quixote (1694/95)
- Joseph Bodin de Boismortier: Don Quichotte chez la Duchesse
- Francesco Bartolomeo Conti: Don Chisciotte in Sierra Morena, tragisch-komische Oper (UA 1719 in Wien)
- Georg Philipp Telemann: Burlesque de Don Quixote, Ouvertürensuite G-Dur für Streicher und basso Continuo
- Josef Starzer: Don Quixote, Ballett v. Franz Hilverding in Wien (1740), auch 1867 Jean-Georges Noverre
- Joseph Bodin de Boismortier: Don Quichotte chez la Duchesse, Ballett (Paris 1743).
- Georg Philipp Telemann: Don Quichotte auf der Hochzeit des Comacho oder auch Don Quichotte der Löwenritter (1761)
- Giovanni Paisiello: Don Chisciotte della Mancia, Opera buffa (UA 1769 in Neapel)
- Antonio Salieri: Don Chisciotte alle nozze di Gamace, Oper (UA 1770/1771 in Wien)
- Angelo Tarchi: Don Chisciotte, Ballett v. Paolo Franchi, Teatro all Scala, Mailand (UA Dezember 1783)
- Noccolò Zingarelli: Don Chisciotte, Ballett v. Antoine Pitrot, La Scala, Mailand (UA 1792)
- Carl Ditters von Dittersdorf: Don Quixote der Zweyte (UA 1795)
- François-Charlemagne Lefebvre: Les Noces de Gamache, Ballett von Louis Milon, Opera Paris (UA 1801)
- Felix Mendelssohn Bartholdy: Die Hochzeit des Camacho, Oper (1825, UA 1827 in Berlin)
- Saverio Mercadante: Don Chisciotte alle nozze di Gamaccio (UA 1830 in Cadiz)
- Otto Zinck (Gioacchino Rossini, Étienne Mehul, Gaspare Spontini, Jean Schneitzhoeffer u. a.): Don Quixote at Camacho’s Wedding, Ballett von Louis Milon, August Bournonville in Copenhagen (UA 1837)
- Antoine-Louis Clapisson: Don Quixotte et Sancho Oper (UA 1847)
- Léon Minkus: Don Quixote, Ballett v. Marius Petipa (UA 1869 in Moskau; Neufassung 1871 in St. Petersburg)
- Anton Rubinstein: Don Quixote, Humoreske für Orchester op. 87, 1870
- Louis Roth, Max von Weinzierl: Don Quixote, Komische Oper in 3 Akten. Text: Karl Grändorf (1875, UA Graz 1877)
- Wilhelm Kienzl: Don Quixote, Oper, op. 50 (UA 1897 in Berlin)
- Richard Strauss: Don Quixote, Tondichtung für großes Orchester, op. 35 (1897), als Ballett von John Neumeier (UA Hamburg 1979)
- Erich Wolfgang Korngold: Don Quixote. Sechs Charakterstücke, Klavierzyklus (UA 1908)
- Jules Massenet: Don Quichotte, Oper (UA 1910 in Monte Carlo, mit Fjodor Schaljapin in der Titelrolle)
- Richard Heuberger: Don Quixote, Operette, Text v. Fritz Grünbaum, Heinz Reichert (UA Wien 1910)
- Manuel de Falla: Retablo de Maese Pedro, Oper (UA 1923)
- Maurice Ravel: Don Quichotte à Dulcinée, Lieder (1932)
- Leo Spies: Don Quixote, Ballett v. Tatjana Gsovsky (1944, UA 1949 in Berlin)
- Goffredo Petrassi: Le portrait de Don Quichotte, Ballett n. Aurelio Milloss (UA 1947)
- Jacques Ibert: Le Chevalier Errant, Ballett v. Jerge Lifar, Paris (UA 1950)
- Roberto Gerhard: Don Quixote, Ballett v. Ninette de Valois (UA 1950)
- Mitch Leigh: Der Mann von La Mancha (The Man of La Mancha), Musical v. Dale Wasserman (Buch), Joe Darion (Liedtexte) (UA 1965 Off-Broadway, NY)
- Nicolas Nabokov: Ballett v. George Balanchine, New York (UA 1965)
- Kenny Wheeler: Windmill Tilter, LP (1968)
- Hans Zender: Don Quijote de la Mancha, Musiktheater (UA 1993 in Stuttgart, Regie: Axel Manthey)
- Jan Koetsier: Don Quichottisen, für Bläserquintett, op. 144 (1996)
- Mägo de Oz: La Leyenda de la Mancha (1998) und Molinos de Viento
- Herman Rechberger: Hola Miguel! für zwei Gitarren (1998)
- Cristóbal Halffter: Don Quijote, Oper (1996–99, UA 2000 in Madrid)
- Hespèrion XXI, Jordi Savall (Konzeption und Leitung): Don Quijote de la Mancha. Romances y Músicas. Dramaturgische Bearbeitung unter Verwendung zeitgenössischer Musik (2005)
- Rob Goorhuis: Don Quichote de la Mancha, für Blasorchester (2005)
- Thomas Scholz: Don Quijote, Kindermusical über den Mann von La Mancha; Kindermusical (2005–2006), (UA 2006 in Würzburg)
- Blackmore’s Night The Village Lanterne (2006). (Der Song Windmills bezieht sich auf die Geschichte von Don Quijote, ohne jedoch den Namen zu nennen)
- The Casting Out: Quixotes last ride (2007)
- Bernhard Lang: Monadologie II – Der neue Don Quichotte, für großes Orchester (UA am 26. August 2008 unter Fabio Luisi, Staatskapelle Dresden)
- Helmut Oehring: Quixote oder Die Porzellanlanze, Musiktheater (2008)
- Theo Rupprecht: Don Quixote – Marche grotesque, Arrangement für Blasorchester: Simon Felder
- Tobias Bungter: Don Quijote Theater mit viel Musik / Uraufführung 14. Juni 2014 / Stiftsruine / 64. Bad Hersfelder Festspiele
- UMS ’n JIP: Sancho, Musiktheater (2019)

## Film
Der Roman wurde seit 1926 mehrfach verfilmt, jedoch mit unterschiedlichen Schwerpunkten in der Handlung.
- 1926: Don Quijote, (Spanisch-dänische Koproduktion mit Pat & Patachon)
- 1933: Don Quichotte, Regie: Georg Wilhelm Pabst (Britischer Film aufgenommen in drei Sprachversionen (englisch, deutsch und französisch) mit Fjodor Schaljapin als Don Quijote)
- 1947: Don Quijote de la Mancha, Regie: Rafael Gil (Spanischer Film mit Rafael Rivelles als Don Quijote)
- 1955–1969: Don Quijote, Regie: Orson Welles (unvollendet. Mexikanisch-italienischer Film mit Francisco Reiguera als Don Quijote, der vor Beendigung der Dreharbeiten starb, 1992 unter der Führung von Jesús Franco in Spanien fertig gestellt)
- 1957: Don Quichotte, Regie: Grigori Kosinzew (sowjetischer Film mit Nikolai Tscherkassow als Don Quijote)
- 1961: Don Kihot, Regie Vlado Kristl (ein Animationsfilm aus Jugoslawien, der als Selbstporträt des Regisseurs verstanden werden kann.)
- 1965: Don Quijote von der Mancha (4-teilige Fernsehfassung im Rahmen der Abenteuervierteiler im ZDF, mit Josef Meinrad als Don Quijote, Roger Carel als Sancho Pansa und Fernando Rey als Herzog. Diese Fassung gilt als eine der werkgetreuesten Verfilmungen. Sie wurde 2006 als DVD herausgegeben.)
- 1971: Don Kihot i Sanco Pansa, Regie: Zdravko Sotra (Jugoslawischer Fernsehfilm)
- 1971: Don Kisot Sahte Sövalye (Türkischer Spielfilm, Regie: Semih Evin, Münir Özkul als Don Quijote und Sami Hazinses als Sancho Pansa)
- 1972: Der Mann von La Mancha, Regie: Arthur Hiller (Musicalversion mit Peter O’Toole als Don Quijote und Sophia Loren als Aldonza)
- 1973: The Adventures of Don Quixote (britische Fernsehproduktion mit Rex Harrison als Don Quijote)
- 1973: Don Quixote (Ballett-Film mit Robert Helpmann als Don Quijote und Rudolf Nurejew)
- 1978: Don Quijote de la Mancha (Spanische Zeichentrick-Serie)
- 1987: Dünki Schott (Schweizer Fassung von und mit Franz Hohler)
- 1989: Zchowreba Don Kichotissa da Santschossi (sowjetische Fernsehserie in georgischer Sprache mit Kachi Kawsadse als Don Quijote)
- 1991: El Quijote de Miguel de Cervantes (Spanische Fernsehserie mit Fernando Rey als Don Quijote)
- 1997: Don Quixote – Regie: Csaba Bollók (Ungarische Version)
- 2000: Don Quixote, Regie: Peter Yates (US-amerikanischer Fernsehfilm mit John Lithgow als Don Quijote und Bob Hoskins als Sancho Pansa)
- 2002: El Caballero Don Quijote, Regie: Manuel Gutiérrez Aragón (Spanischer Kinofilm mit Juan Luis Galiardo als Don Quijote, gezeigt auf dem Filmfestival in Venedig)
- 2005: Don Quichotte oder Die Missgeschicke eines zornigen Mannes (französisches Filmessay für das Fernsehen)
- 2006: Honor de Cavalleria, Regie: Albert Serra (Katalanischer Spielfilm, umgesetzt mit Laienschauspielern, mehrfach ausgezeichnet, gezeigt auf mehreren internationalen Filmfestivals (u. a.: Cannes 2006, CineLatino 2007))
- 2008: Don Quichote – Gib niemals auf! (deutsche Fernsehverfilmung von Sat.1 mit Christoph Maria Herbst als Don Quijote und Johann Hillmann)
- 2012: Don Quijote – Ritter und Burgen – Geschichten aus Spanien (Dokumentarfilm von Axel Loh)
- 2015: Don Quixote: The Ingenious Gentleman of La Mancha (amerikanischer Spielfilm mit Carmen Argenziano als Don Quixote)

Neben Orson Welles versuchte auch Terry Gilliam, den Stoff zu verfilmen. Nach einigen Widrigkeiten während seiner 17-jährigen Entstehungszeit kam der Film The Man Who Killed Don Quixote 2018 in die deutschen Kinos. Lost in La Mancha ist ein Dokumentarfilm über das Filmprojekt.

## Hörspiel
- 1947: Don Quijote de la Mancha. Bayerischer Rundfunk, Regie: Fritz Benscher, Darsteller nicht bekannt.
- 1951: Don Quijote. Radio Saarbrücken, Regie: Wilm ten Haaf, Darsteller nicht bekannt.
- 1998: Don Quixote. Bayerischer Rundfunk, Bearbeitung und Regie: Walter Wippersberg, Darsteller: Gerd Anthoff als Erzähler, Karl Lieffen als Don Quijote und Michael Habeck als Sancho Pansa.
- 2004: Seltsame Abenteuer des Don Quijote. Südwestrundfunk, Regie: Günter Maurer, Darsteller: Peter Rühring als Erzähler, Bernhard Baier als Don Quijote und Klaus Spürkel als Sancho Pansa.
- 2009: Die Abenteuer des Don Kid’schote. Westdeutscher Rundfunk Köln, Regie: Frank-Erich Hübner, Darsteller: Christoph Bäumer als Don Kid’schote und Harald Funke als Sancho.
- 2010: Don Quijote von der Mancha (6 Teile). Deutschlandfunk, Bearbeitung und Regie: Klaus Buhlert, Darsteller: Rufus Beck als Don Quijote, Thomas Thieme als Sancho Pansa und Anna Thalbach.
- 2014: Don Don Don Quijote – Attackéee. Deutschlandfunk in Kooperation mit der Hochschule für Schauspielkunst „Ernst Busch“ Berlin, Regie Hans Block, mit Stefan Kolosko, Lisa Hrdina, Jan Breustedt, Matthias Mosbach, Max Meyer-Bretschneider, Alexander Höchst[32].
  - Auszeichnung: Prix Marulić 2015[33]
- 2019: Don Quijote von der Mancha. Südwestrundfunk, Bearbeitung: Katrin Zipse, Regie: Kirstin Petri, Darsteller: Tina Engel und Peter Fricke als Erzähler, Christian Brückner als Don Quijote und Daniel Zillmann als Sancho Pansa.[34]

## Sonstiges
- Der Komet Don Quixote wurde nach ihm benannt.
- Eine deutsch-türkische monatliche Humorzeitschrift heißt Don Quichotte.
- Der romantische Dichter Friedrich de la Motte Fouqué galt als ein versponnener Poet, der sich manchmal in seiner Dichtung verlor und Realität und Fiktion dann nicht auseinanderhalten konnte. Deshalb nannten ihn seine Zeitgenossen den „märkischen Don Quixote“.
- 2005 widmete Spanien zum 400. „Geburtstag“ von Don Quixote eine 2-Euro-Gedenkmünze.
- Der Schriftsteller Paul Auster zieht in seinem Werk Stadt aus Glas Parallelen zu Don Quixote.
- In Bill Bo und seine Kumpane, bekannt durch die Verfilmung der Augsburger Puppenkiste (1968) und zur Zeit des Dreißigjährigen Kriegs spielend, ist die Figur Don Josefo Spinoso von der Laweng durch den gerade erst erscheinenden Roman Don Quijote so inspiriert, dass er an jeder Ecke den „silbernen Ritter“ vermutet.
- Über Don Quijotes Pferd Rosinante hat der bairische Sänger Fredl Fesl ein gleichnamiges Lied geschrieben, welches 1981 auf seinem vierten Album veröffentlicht wurde. Darin sucht er nach Gründen für ihr gutmütiges und folgsames Verhalten ihrem offensichtlich verstandesberaubten Herrn gegenüber und kommt zu dem Schluss, dass ihr Großvater wohl ein „deutscher Trakehner“ gewesen sei.
- Im Asterix-Band Asterix in Spanien hat Don Quijote einen kurzen Auftritt, in welchem er den Ausspruch „Windmühlen? Zum Angriff!“ tätigt.
- In der deutschen Comiczeitschrift Mosaik begleiteten Don Quijote und Sancho Pansa in den Heften 1/1981 bis 1/1982 die Abenteuer der Hauptfiguren Abrafaxe.[35]
- Von Flix stammt eine freie Comicadaption, die in der heutigen Zeit in Deutschland spielt und 2012 als Fortsetzungscomic in der Frankfurter Allgemeinen Zeitung erschien.[36]
- In der kubanischen Stadt Holguín gibt es ein Monument, das den gegen eine Windmühle kämpfenden Don Quijote darstellt.
- Ein Museum in der mexikanischen Stadt Guanajuato stellt ausschließlich Gemälde und Kunstwerke zum Roman aus. Außerdem findet in Guanajuato seit 1972 jährlich das sehr populäre Theaterfestival Cervantino statt, im Rahmen dessen kulturelle Veranstaltungen zu Don Quixote abgehalten werden.
- Die Serie Zurück in die Vergangenheit widmete ihm eine Folge (Staffel 2, Episode 10) in der ein Musical über ihn gespielt wird.
- In dem Manga One Piece gibt es einen Charakter namens Don Quichotte De Flamingo in Anspielung an Don Quixote. Sein jüngerer Bruder heißt im Manga Rocinante in Anlehnung an Don Quixotes Pferd.
- In der Serie The Newsroom (2012–2014) von Aaron Sorkin wird immer wieder auf die Literatur und Figur des Don Quijote im Kontext einer fiktiven Nachrichtensendung, die ehrlichen und investigativen Journalismus vor Sensationsjournalismus stellt, angespielt.

### Ausgaben auf Deutsch (Auswahl)
Die erste deutsche Übersetzung wurde 1621 (Don Kichote de la Mantzscha) von Pahsch Basteln von der Sohle (Pseudonym von Joachim Caesar) angefertigt. Sie erschien jedoch erst 1648 und umfasste nur die ersten 23 Kapitel. Die 1799–1801 herausgegebene Übersetzung von Ludwig Tieck ist wohl bis heute die bekannteste deutsche Übersetzung. Die 50 Jahre später von Ludwig Braunfels gefertigte galt lange als die sprachtreueste und kenntnisreichste. 2008 erschien das Werk in einer von Susanne Lange neu übersetzten, zweibändigen deutschen Fassung, welche von der Literaturkritik hoch gelobt wurde und deren sprachliche Dimension im Deutschen mit derjenigen des Originals verglichen wurde.

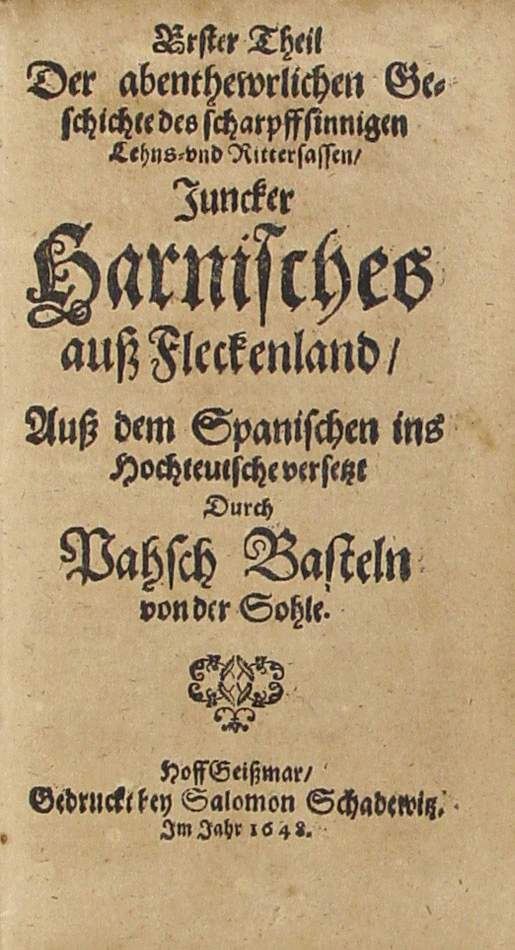
Erste deutsche Übersetzung, veröffentlicht 1648 (Titelblatt des 1. Bandes)

Artemis & Winkler 1997, 8. Auflage

- Miguel de Cervantes Saavedra: Don Kichote de la Mantzscha, Das ist: Juncker Harnisch auß Fleckenland / Auß Hispanischer Spraach in hochteutsche vbersetzt. […] Durch Pahsch Basteln von der Sohle [= Joachim Caesar]. Götze, Frankfurt a. M. 1648. Weitere Ausgabe: Ilssner, Frankfurt a. M. 1669, Digitalisat.
- Des berühmten Ritters Don Quixote von Mancha Lustige und sinnreiche Geschichte Leipzig, Fritsch, 1753, hier schon als zweyte Auflage bezeichnet. Ohne Angabe des Übersetzers. 2 Bände.
- 1775 erschien die Übersetzung von Friedrich Justin Bertuch in sechs Bänden.
- Miguel de Cervantes Saavedra: Leben und Taten des scharfsinnigen Edlen Don Quixote von la Mancha. Übersetzt von Ludwig Tieck. 4 Bände. Berlin 1799–1801.
- Dietrich Wilhelm Soltau 1800–1801 das Werk in sechs Bänden.
- Miguel de Cervantes Saavedra, Der sinnreiche Junker Don Quixote von La Mancha. Mit einer Einleitung von Heinrich Heine, erschienen in zwei Bänden. Verlag der Classiker, Stuttgart 1837. Online-Zugriff: archive.org (Teil 1) und archive.org (Teil 2).
- 1867 übersetzte dann August Zoller in vier Bänden
- 1884 dann Ludwig Braunfels ebenfalls in vier Bänden.

Aktuellere Ausgaben:
- Miguel de Cervantes Saavedra: Don Quijote de la Mancha. Erster Teil: Des scharfsinnigen edlen Herrn Don Quijote de la Mancha; Zweiter Teil: Des scharfsinnigen Ritters Don Quijote de la Mancha. Herausgegeben und neu übersetzt von Anton M. Rothbauer Stuttgart 1964, beruhend auf 'El ingenioso Hidalgo Don Quijote de la Mancha, neue kritische Ausgabe in zehn Bänden, besorgt von F. Rodríguez Marín, Madrid 1947–1949.
- Miguel de Cervantes Saavedra: Der geniale Hidalgo Don Quijote von der Mancha. 2 Bände. Dieterich’sche Verlagsbuchhandlung, Leipzig 1953, Sammlung Dieterich Band 150 und 151, mit Anmerkungen von Werner Bahner, einem Essay von Karl Vossler und dem Text „Die spanische Route im Lebenswerk des Cervantes“ von Werner Krauss.
- Miguel de Cervantes Saavedra: Leben und Taten des scharfsinnigen Edlen Don Quixote von la Mancha. Übersetzt von Ludwig Tieck mit 363 Illustrationen von Gustave Doré, Emil Vollmer Verlag Wiesbaden 1975
- Miguel de Cervantes Saavedra: Leben und Taten des scharfsinnigen Edlen Don Quixote von La Mancha. Mit zahlreichen Anmerkungen. Bibliothek der Weltliteratur. Aufbau, Berlin 2003, ISBN 3-351-02992-6
- Miguel de Cervantes Saavedra: Leben und Taten des scharfsinnigen Edlen Don Quixote von la Mancha. Übersetzt von Ludwig Tieck. Nachwort von Heinrich Heine. Diogenes, Zürich 1987, ISBN 3-257-21496-0.
- Miguel de Cervantes Saavedra: Don Quijote. Patmos, Düsseldorf 2003, ISBN 3-491-96083-5.
- Miguel de Cervantes Saavedra: Der scharfsinnige Ritter Don Quijote von der Mancha. Insel, Frankfurt am Main 1955 (Übers. von Konrad Thorer unter Benutzung einer anonymen Ausgabe von 1837).

- Miguel de Cervantes Saavedra: Der sinnreiche Junker Don Quijote von der Mancha. dtv, München 1997, ISBN 3-423-12351-6 (Übers. von Ludwig Braunfels); Artemis und Winkler, Düsseldorf 2000, ISBN 3-538-06531-4
- Miguel de Cervantes Saavedra: Don Quijote von der Mancha. Carl Hanser Verlag, München 2008, ISBN 978-3-446-23076-7 (Neuübers. Susanne Lange, 2 Bände)
  - als Taschenbuch: Miguel de Cervantes Saavedra: Don Quijote von der Mancha. Deutscher Taschenbuch Verlag, München 2011, ISBN 978-3-423-59010-5
    - Susanne Lange, Interview: Cervantes’ Sprache als El Dorado für die Übersetzerin, ein Interview mit newspanishbooks.de über ihre Neuübersetzung. ReLÜ, Rezensionszeitschrift, Nr. 15, 2014

### Sekundärliteratur
- Azorín: La ruta de Don Quijote. 1905.
- Michael Brink: Don Quichotte – Bild und Wirklichkeit. Lambert Schneider, Berlin 1942; 2. erweiterte Aufl. Lambert Schneider, Heidelberg 1946; Neuausgabe. Verlag Autonomie und Chaos, Berlin 2013, ISBN 978-3-923211-17-3.
- Gisela Burkamp (Hrsg.): Spuren des Don Quijote. Eine Sammlung von Malerei, Zeichnung und Grafik, Skulptur, Büchern und Exlibris vom 18. Jahrhundert bis in die Gegenwart. Kerber, Bielefeld 2003, ISBN 3-936646-21-X.
- Roberto González Echevarría (Hrsg.): Cervantes’ Don Quixote. A casebook. Oxford University Press, New York 2005, ISBN 0-19-516937-9 (Aufsatzsammlung).
- Johannes Hartau: Don Quijote in der Kunst. Wandlungen einer Symbolfigur. Mann, Berlin 1987, ISBN 3-7861-1449-8.
- Stephan Leopold: Eroberungsparodien – Schafe, Marionetten, Inseln und der Andere im „Don Quijote“. In: Iberoromania 61 (2005), S. 46–66.
- Louis A. Murillo: A critical introduction to Don Quixote. Lang, New York 1990, ISBN 0-8204-0516-7.
- Vladimir Nabokov: Die Kunst des Lesens. Cervantes’ „Don Quijote“. S. Fischer, Frankfurt a. M. 1985, ISBN 3-10-051504-8.
- Hans-Jörg Neuschäfer: La ética del Quijote. Función de las novelas intercaladas. Gredos, Madrid 1999, ISBN 978-84-249-1989-4.
- David Quint: Cervantes’s novel of modern times. A new reading of Don Quijote. Princeton University Press, Princeton 2003, ISBN 0-691-11433-1.
- Edward C. Riley: Don Quixote. Allen & Unwin, London 1986, ISBN 0-04-800009-4 (Einführung).
- Isabel Ruiz de Elvira Serra (Red.): Don Quijote. Ausgaben in vierhundert Jahren. Museum für Kunsthandwerk, Frankfurt am Main 1991, ISBN 84-7483-775-8.
- Javier Salazar Rincón: El mundo social del Quijote. Gredos, Madrid 1986, ISBN 84-249-1060-5.
- Javier Salazar Rincón: El escritor y su entorno. Cervantes y la corte de Valladolid en 1605. Junta de Castilla y León, Valladolid 2006, ISBN 84-9718-375-4.
- Christoph Strosetzki: Miguel de Cervantes. Epoche – Werk – Wirkung. Arbeitsbücher zur Literaturgeschichte. Beck, München 1991, ISBN 3-406-35077-1.
- Christoph Strosetzki: Miguel de Cervantes’ Don Quijote. Explizite und implizite Diskurse im „Don Quijote“. Studienreihe Romania. Bd. 22. Schmidt, Berlin 2005, ISBN 3-503-07939-4 (Aufsatzsammlung, Inhalt).
- Bernhard H. F. Taureck: Don Quijote als gelebte Metapher. Wilhelm Fink, München 2008, ISBN 978-3-7705-4721-0.
- Miguel de Unamuno: Vida de don Quijote y Sancho, según Miguel de Cervantes Saavedra, explicada y comentada. Alianza Editorial, Madrid 1905, 2005, ISBN 84-206-3614-2.
- Jürgen Wertheimer: Das Cervantes-Projekt. Konkursbuch Verlag, Tübingen 2005, ISBN 3-88769-348-5.

## Medien
- Don Quijote de la Mancha. Hörspiel. Hörspielbearbeitung: Walter Andreas Schwarz. Regie: Ulrich Lauterbach. Sprecher unter anderen: Walter Richter, Willy Birgel. Aufnahmedatum 1962. 6 CDs. Dhv, 2003, ISBN 3-89940-144-1.
- Abenteuerklassiker – Schatzinsel, Seewolf, Lederstrumpf … 2 CDs. BSC Music, prudence 398.6619.2 (mit Musik aus dem ZDF-Vierteiler).
- Original Broadway Cast der Musical-Version The Man of La Mancha CD 1965, (CD-Neuaufnahme von 2002 mit Brian Stokes Mitchell als Don Quijote, Marie Elizabeth Mastrantonio als Aldonza und Ernie Sabella als Sancho Pansa per download im Web; deutschsprachige Version (Wien) mit Josef Meinrad, sowie eine Aufnahme mit Plácido Domingo als Don Quixote und Julia Migenes als Aldonza.)
- Miguel de Cervantes: Don Quixote de la Mancha. Romances y Músicas, Montserrat Figueras, Hespèrion XXI, La capella reial de Catalunya, Jordi Savall. Übers. in 7 Sprachen. 2 CDs mit Musik der Epoche und thematisch auf den Roman bezogen.
- Flix: Don Quijote. Carlsen, Hamburg 2012, ISBN 978-3-551-78375-2 (Adaption als Graphic Novel).

## Belege
1. ↑  Auch im deutschen Sprachraum wird diese Schreibweise manchmal verwendet
2. ↑  Literatur-Wahl: „Don Quijote“ ist bestes Buch der Welt. In: Spiegel Online. 7. Mai 2002, abgerufen am 6. Oktober 2020.
3. ↑  Glosario de voces de armería, apuntes reunidos por D. Enrique de Leguina, Madrid 1919, S. 737 („Quijotes“)
4. ↑  Wolfgang Dahmen, Günter Holtus u. a. (Hrsg.): Zur Bedeutung der Namenkunde für die Romanistik. Romanistisches Kolloquium XXII. Tübingen 2008, S. 27
5. ↑  Bernhard König: Der irrende Ritter und sein Stallmeister. Zwei Anmerkungen zu Tiecks Übersetzung des Don Quijote. Romanistisches Jahrbuch, Band 12, Seiten 343–351, 31.12.1961, S. 343–351 (Online-Vorschau)
6. ↑  Seite 56–57 in der Tieck-Übersetzung der Diogenes-Ausgabe von 1987 (siehe hier die Literatur).
7. ↑  Siehe Kap. 2 bis 4, in der Tieck-Ausgabe, (Diogenes) 1987, hier in der Literatur angeg.: S. 509–524.
8. ↑  Siehe Kap. 2 in der Tieck-Ausgabe, (Diogenes) 1987, hier in der Literatur angeg.: S. 509.
9. ↑  Don Quixote, Hamburg 1961, Nachwort von Kai E. Kösling.
10. ↑  Eberhard Geisler: Was von der kulturellen Offenheit bleibt. In: taz, 23. April 2016, S. 24.
11. ↑  Villanueva de los Infantes (spanisch).
12. ↑  FAZ Feuilleton
13. ↑  Entnommen G. Wild, Spanische Literatur aus zehn Jahrhunderten. Die Kindler Klassiker, J.B. Metzlersche Verlagsbuchhandlung, Stuttgart 2015: S. 111.
14. ↑  U. Neumahr: Miguel de Cervantes. Ein wildes Leben. C. H. Beck, München 2015: Seite 247 (Aspekte eines Meisterwerks).
15. ↑  Uwe Neumahr: Miguel de Cervantes. Ein wildes Leben. C. H. Beck, München 2015 (eingeschränkte Vorschau in der Google-Buchsuche).
16. ↑  Erich Auerbach: Mimesis. (1946) 10. Auflage, Tübingen, Basel 2001, S. 331.
17. ↑  A. Gibson: Don Quixote. In: Reading Narrative Discourse. Palgrave Macmillan, London 1990, doi:10.1007/978-1-349-20545-5_2.
18. ↑  Hündür Erikson: Don Quijote – Miguel de Cervantes Saavedra (1605). In: DISCOURSE. 21. Dezember 2016, abgerufen am 4. März 2017.
19. ↑  Chritian Linder: Ritter von der traurigen Gestalt. Deutschlandfunk Kultur, 11. Oktober 2005, abgerufen am 6. Oktober 2020.
20. ↑  Wortlaute entnommen A. Dieterich, Cervantes. Rowohlt Monographien. Hamburg 1984: S. 115; sowie U. Neumahr: Miguel de Cervantes. Ein wildes Leben. C. H. Beck, München 2015: Seite 251 (Deutungen).
21. ↑  U. Neumahr: Miguel de Cervantes. Ein wildes Leben. C. H. Beck, München 2015: S. 251–2. (Deutungen).
22. ↑  Johannes Hartau: Honoré Daumier – Don Quijote: komische Gestalt in großer Malerei, Fischer-Taschenbuch-Verlag Frankfurt am Main 1998 (Fischer-Taschenbuch 11725; Kunststück), ISBN 3-596-11725-9
23. ↑  H. Heine: Cervantes’ Don Quixote. Abgedruckt als Nachwort in der Diogenes-Ausgabe der Tieck-Übersetzung, Zürich 1987 (in der unten angegebenen Literatur): S. 1014–1029. Wortlaut hier von Seite 1018. Erstmals erschienen als Einleitung zu der Don-Quixote-Ausgabe im Verlag der Klassiker, (in der u. a. Literatur). Stuttgart 1837.
Ebenfalls in: Anzeigen und Rezensionen, Sämtliche Werke, hrsg. von Bodo von Petersdorf, Augsburg o. J., Band 5, S. 111. Diese Ausgabe wurde mit Holzschnitten nach Zeichnungen von Tony Johannot illustriert.
Onlinezugriff: Einleitung zu Don Quixote.
24. ↑  Seite 1022 in der Diogenes-Ausgabe (siehe Literatur unten), Zürich 1987.
25. ↑  Seiten 1021–3 und 1025 in der Diogenes-Ausgabe (in der u. a. Literatur), Zürich 1987.
26. ↑  Seite 1025 in der Diogenes-Ausgabe (in der u. a. Literatur), Zürich 1987.
27. ↑  Pascual Madoz: Diccionario geográfico-estadístico-histórico de España y sus posesiones de Ultramar. Vol. V. Madrid 1846.
28. ↑  David Hume: Of the Standard of Taste. In: Reading David Hume’s “Of the Standard of Taste”. De Gruyter, 2019, ISBN 978-3-11-058557-5, S. 25–40, doi:10.1515/9783110585575-003/html (degruyter.com [abgerufen am 24. September 2023]).
29. ↑  Pierre Temkine: Warten auf Godot. Das Absurde und die Geschichte. Herausgegeben von Denis Thouard und Tim Trzaskalik. Übersetzt aus dem Französischen von Tim Trzaskalik. Matthes & Seitz Verlag, Berlin 2008, ISBN 978-3-88221-714-8.
30. ↑  Don Quijote – Theater Kiel. In: @TheaterKiel. (theater-kiel.de [abgerufen am 5. Juni 2018]).
31. ↑  Deutschlandfunk (Memento des Originals vom 14. Juli 2014 im Internet Archive)  Info: Der Archivlink wurde automatisch eingesetzt und noch nicht geprüft. Bitte prüfe Original- und Archivlink gemäß Anleitung und entferne dann diesen Hinweis.
32. ↑  ARD-Hörspieldatenbank (Don Don Don Quijote – Attackéee, DLR 2014)
33. ↑  SWR 2 (Memento des Originals vom 9. Juni 2019 im Internet Archive)  Info: Der Archivlink wurde automatisch eingesetzt und noch nicht geprüft. Bitte prüfe Original- und Archivlink gemäß Anleitung und entferne dann diesen Hinweis.
34. ↑  Don-Quixote-Kapitel – MosaPedia. Abgerufen am 20. Oktober 2018.
35. ↑  FAZ.net 4. Mai 2012, abgerufen am 9. März 2019